# La montagna del dio cannibale
La montagna del dio cannibale (Brasil: A Montanha dos Canibais) é um filme italiano de 1978, dos gêneros terror e aventura, escrito por Cesare Frugoni e dirigido por Sergio Martino. 

## Sinopse
Uma mulher seu irmão e um antropólogo vão em uma expedição nas selvagens selvas da Nova Guiné, em busca de uma tribo de canibais nativos, que muitos cientistas acreditam ser extinta. Os corajosos viajantes terão que contar com a sorte para enfrentar cobras venenosas, crocodilos, pântanos e armadilhas. É um misterioso culto a um deus canibal.

## Elenco
- Ursula Andress... Susan Stevenson
- Stacy Keach ... prof. Edward Foster
- Claudio Cassinelli ... Manolo